# USA Women’s Sevens
USA Women’s Sevens – oficjalny międzynarodowy turniej żeńskich reprezentacji narodowych w rugby 7 rozgrywany od 2013 roku pod egidą World Rugby wchodzący w skład World Rugby Women’s Sevens Series.

## Informacje ogólne
W październiku 2012 roku IRB wraz z USA Rugby ogłosiły podpisanie umowy na organizację oficjalnego żeńskiego turnieju rugby 7 będącego częścią IRB Women’s Sevens World Series. Obowiązująca do 2015 roku umowa przewidywała rozgrywanie skupiających dwanaście reprezentacji zawodów na BBVA Compass Stadium w Houston. Wbrew wcześniejszym ustaleniom kolejne trzy edycje zostały rozegrane w Atlancie, w sezonie 2016/2017 początkowo turniej nie znalazł się w terminarzu, ostatecznie jednak został rozegrany po przeniesieniu do Las Vegas.
Wcześniejsze kobiece zawody rozgrywane wraz z męskim USA Sevens nie miały oficjalnego charakteru, gdyż nie były usankcjonowane przez IRB, dodatkowo zaś prócz reprezentacji narodowych występowały w nich zespoły klubowe.